# Hem-Hardinval
Hem-Hardinval település Franciaországban, Somme megyében. Lakosainak száma 365 fő (2022. január 1.). Hem-Hardinval Gézaincourt, Longuevillette, Autheux, Doullens, Fienvillers, Occoches és Outrebois községekkel határos.

## Népesség
A település népességének változása:
| Lakosok száma | 343  | 351  | 361  | 363  | 369  | 376  | 379  | 384  | 365  |
|               | 2013 | 2015 | 2016 | 2017 | 2018 | 2019 | 2020 | 2021 | 2022 |